# KAJ 10
KAJ 10 är ett musikalbum och jubileumsprojekt av den finlandssvenska humorgruppen KAJ. Det släpptes i samband med gruppens 10-årsjubileum 7 maj 2020. Dessa framfördes också vid två konserter i Botniahallen i Korsholm den 30 november 2019, där gruppen uppträdde med ett fullständigt band.

## Låtlista
| Spår       | Titel                          | Artist(er)                    | Längd |
| ---------- | ------------------------------ | ----------------------------- | ----- |
| 1.         | "Intro"                        | KAJ                           | 1:03  |
| 2.         | "Kom ti byin"                  | KAJ                           | 4:29  |
| 3.         | "Karalåtin"                    | KAJ                           | 2:47  |
| 4.         | "Text-TV"                      | KAJ                           | 4:02  |
| 5.         | "Mäskis-Gunnar"                | KAJ                           | 4:15  |
| 6.         | "Folkmusikmedley"              | KAJ                           | 3:25  |
| 7.         | "Dehär e min by"               | KAJ                           | 4:04  |
| 8.         | "Yuri Gagarin"                 | KAJ, Sovjets tundra och taiga | 4:05  |
| 9.         | "Vägg i vägg"                  | KAJ                           | 3:28  |
| 10.        | "Juntton"                      | KAJ                           | 3:35  |
| 11.        | "Hej du människa"              | KAJ                           | 7:16  |
| 12.        | "Born to börn"                 | KAJ, Vörjeans                 | 2:21  |
| 13.        | "Volvoräägör"                  | KAJ, Vörjeans                 | 4:46  |
| 14.        | "Vems pojk e do?"              | KAJ                           | 3:53  |
| 15.        | "Bäriking"                     | KAJ                           | 3:26  |
| 16.        | "Manlig vänskap"               | KAJ                           | 4:10  |
| 17.        | "Heimani i skick"              | KAJ                           | 3:16  |
| 18.        | "Tango taas"                   | KAJ                           | 3:49  |
| 19.        | "Taco hej"                     | KAJ                           | 3:28  |
| 20.        | "Jåo nåo e ja jåo YOLO ja nåo" | KAJ                           | 3:10  |
| 21.        | "Pa to ta na kako?"            | KAJ                           | 3:42  |
| Total tid: | Total tid:                     | Total tid:                    | 78:00 |